# Waterloo (film, 1970)
Pour les articles homonymes, voir Waterloo (homonymie).
Pour plus de détails, voir Fiche technique et Distribution.
Waterloo (en russe : Ватерлоо, Vaterloo) est un film historique soviéto-italien de Sergueï Bondartchouk tourné en anglais et sorti en 1970.
Il traite de la bataille de Waterloo le 18 juin 1815.

## Synopsis
Le film commence par l'abdication de l'empereur Napoléon Ier en 1814, après avoir été vaincu par les coalisés lors de la campagne de France.
Le roi Louis XVIII monte sur le trône et la monarchie française est restaurée. L'empereur déchu est, quant à lui, exilé sur l'île d'Elbe.
Le film décrit ensuite son retour en France, la période des Cent-Jours puis la bataille de Waterloo en Belgique le 18 juin 1815, durant laquelle s'affrontent les deux commandants en chef, le duc de Wellington et l'empereur Napoléon Ier.

## Fiche technique
- Titre : Waterloo
- Réalisation : Sergueï Bondartchouk
- Scénario : Sergueï Bondartchouk, Vittorio Bonicelli (de), Mario Soldati, Rafael Vara
- Photo : Armando Nannuzzi
- Musique : Nino Rota, Wilfred Josephs
- Production : Thomas Carlisle, Dino De Laurentiis
- Société de production : Dino De Laurentiis Cinematografica, Mosfilm
- Sociétés de distribution : Columbia Pictures (hors États-Unis), Paramount Pictures (États-Unis)
- Budget : ~ 35 000 000 $ US
- Pays de production :  Union soviétique -  Italie
- Langue de tournage : anglais
- Genre : Drame, historique et guerre
- Date de sortie en France : 28 octobre 1970
- Durée : 134 minutes
- Affiche : René Ferracci (France)

## Distribution
- Rod Steiger (VF : William Sabatier) : Napoléon Ier
- Christopher Plummer (VF : Gabriel Cattand) : le duc de Wellington
- Orson Welles : le roi Louis XVIII
- Virginia McKenna (VF : Sylvie Deniau) : duchesse de Richmond
- Jack Hawkins (VF : Serge Nadaud) : général Thomas Picton
- Dan O'Herlihy (VF : Yves Massard) : Maréchal Ney
- Ivo Garrani (VF : Jean Michaud) : Maréchal Soult
- Sergo Zakariadze (VF : Henri Nassiet) : Maréchal Gebhard Blücher
- Charles Millot (VF : Lui-même) : Maréchal Grouchy
- Andrea Checchi : Sauret
- Evgueni Samoïlov : Pierre Cambronne
- Vladimir Droujnikov (VF : André Valmy) : le général Maurice Gérard
- Harijs Liepiņš : August Neidhardt von Gneisenau
- Oleg Vidov : Tomplinson
- Philippe Forquet (VF : Jean-Louis Jemma) : le général de brigade Charles de La Bédoyère
- Veronica de Laurentiis (en) (VF : Évelyn Séléna) : Magdalene Hall
- Gianni Garko (VF : Jean Lagache) : le général Antoine Drouot
- John Savident (en) (VF : Jean Martinelli) : le général baron Van Müffling
- Karl Lyepinsk (VF : Roger Rudel) : le général August Gneisenau
- Donal Donnelly (VF : Philippe Dumat) : le soldat O'Connor
- Rupert Davies (VF : Marcel Lestan) : le colonel Gordon
- Terence Alexander (VF : Yves Brainville) : le lieutenant-général Lord Uxbridge
- Willoughby Gray (VF : Raoul Curet) : William Ramsay, le chef d'escadron
- Vassili Livanov : l'officier anglais
- Charles Borromel (it) (VF : Bernard Musson) : Mulholland, un soldat du 92e régiment de fantassins
- Jeffy Wickham (VF : Jean-Claude Balard) : le lieutenant-colonel Sir John Colborne
- Susan Wood (VF : Francine Lainé) : Sarah

## Accueil
Dans sa critique, Le Figaro loue l'interprétation de Rod Steiger qui incarne Napoléon : « Steiger traduit parfaitement le Napoléon de la tourmente, celle de la bataille qui lui échappe - Waterloo - celle de la tourmente intérieure. Fatigué, plus qu’enrobé, désespéré, Napoléon est (et a) perdu ».
Le quotidien ajoute : « les scènes de bataille sont réglées au millimètre. [..] La dernière minute du film est d’une intensité dramatique inégalée ».
En revanche, l'historien Alain Pigeard du magazine Historia se montre plus circonspect sur la façon dont Napoléon est représenté dans le film : « Rod Steiger en fait de bonnes : fatigué, mal rasé (alors que l'Empereur était d'une propreté méticuleuse), il se promène en chemise sur le champ de bataille, après une sieste auprès d'un moulin qui n'a jamais existé ».
L'historien loue en revanche la qualité des reconstitutions : « la réalisation de la bataille est bonne dans l'ensemble : magnifiques charges de cavalerie, des carrés anglais impressionnants de réalisme. [..] Les uniformes sont très près de la vérité ».
De son côté, l'historien et spécialiste de l'époque napoléonienne Jean Tulard se montre dithyrambique. Dans une interview réalisée en 2019 par Jean-Marc Raffaelli pour le journal Corse-Matin, il s'exclame : « À mon sens, le meilleur film sur Napoléon, c'est le Waterloo de l'Ukrainien Sergueï Bondartchouk avec Rod Steiger. »

## Box office
Le film est un des plus gros échecs du box-office américain avec une recette de seulement 1,4 million de dollars.

## Autour du film
La mise en scène est favorisée par la participation de 20 000 figurants de l’Armée soviétique, qui permet une reconstitution très réaliste des mouvements de troupes ; bonne véracité historique pour les uniformes, les armes et les tactiques.
Columbia Pictures publia un guide illustré de 28 pages à l'occasion de la sortie de Waterloo en 1970. Selon cet ouvrage, le producteur italien Dino De Laurentiis eut des difficultés à réunir le financement pour le film, jusqu'à ce qu'il négocie avec les Soviétiques à la fin des années 1960, et ait pu trouver un arrangement avec la compagnie Mosfilm. Le film coûta finalement 12 millions de livres sterling (environ 38,3 millions de dollars US en 1970), faisant de Waterloo, pour son époque, l'un des films les plus coûteux jamais réalisés. S'il avait dû être filmé en Europe occidentale ou aux États-Unis, les coûts auraient sans doute été multipliés par trois. Mosfilm apporta environ 4 millions de livres sterling, près de 16 000 soldats de l'Armée rouge, une brigade complète de la cavalerie soviétique, et de nombreux ingénieurs et terrassiers pour préparer la reconstitution du champ de bataille dans les environs d'Oujhorod en République socialiste soviétique d'Ukraine (à l'époque partie de l'Union soviétique).
Pour recréer un champ de bataille réaliste, les Russes rasèrent deux collines, établirent 8 kilomètres de routes, transplantèrent 5 000 arbres, plantèrent des champs de blé et de fleurs sauvages et recréèrent quatre bâtiments historiques. Pour former la boue, une dizaine de kilomètres de tuyaux d'irrigation furent installés. L'essentiel de la bataille fut filmé avec cinq caméras simultanément depuis le sol, une tour d'une trentaine de mètres, un hélicoptère et une voie ferrée établie à côté du champ de tournage.
Le tournage se déroula sur 28 semaines, avec un retard de 16 jours dû essentiellement aux conditions méteorologiques. La plupart des scènes furent filmées durant l'été 1969, sous une chaleur étouffante. En plus des scènes de bataille en Ukraine, diverses scènes furent tournées au palais de Caserte en Italie, alors que diverses scènes d'intérieurs furent tournées dans les studios De Laurentiis à Rome. Les habits d'époque furent créés par E. Rancati, et les centaines de chaussures furent fournies par L.C.P. di Pompei.
Des mois avant que le tournage ne débute, les 16 000 soldats s'entraînèrent aux tactiques et mouvements de 1815, au maniement des sabres et des baïonnettes, aux manœuvres de canons. 2 000 soldats furent en particulier sélectionnés pour charger et utiliser les mousquets et fusils. L'armée fut logée dans un campement à proximité du champ de bataille reconstitué. Chaque matin après le petit-déjeuner, les hommes convergeaient vers le rangement des costumes, enfilaient leurs uniformes français, anglais ou prussiens et se mettaient en position quinze minutes plus tard. Les soldats étaient commandés par des officiers qui prenaient directement leurs ordres du réalisateur Sergueï Bondartchouk par walkie-talkie. Pour l'aider à mener cette importante réalisation multinationale, le réalisateur avait en permanence quatre interprètes à ses côtés : un pour l'anglais, un pour l'italien, un pour le français et un pour le serbo-croate.
Le régiment écossais des Gordon Highlanders participe au film.
Des extraits du film sont projetés au centre d'accueil du champ de bataille de Waterloo, à proximité de la butte du Lion.

## Erreurs historiques
(février 2010).
Si vous disposez d'ouvrages ou d'articles de référence ou si vous connaissez des sites web de qualité traitant du thème abordé ici, merci de compléter l'article en donnant les références utiles à sa vérifiabilité et en les liant à la section « Notes et références ».
- La présence du Maréchal Soult lors de l'abdication de Napoléon n'est pas possible puisqu'en 1814 il commande une armée française dans le Sud-Ouest de la France face à Wellington.
- Ney aurait réellement déclaré à Louis XVIII qu'il se proposait de ramener Napoléon dans une cage de fer, mais il n'y eut jamais d’affrontement entre les deux hommes sur la route de Grenoble le 6 mars 1815. Ney se ralliera à l'empereur le 15 mars (déclaration de Lons-le-Saunier).
- Le moulin où se repose l'Empereur n'existe pas dans la topographie des lieux[réf. nécessaire]. Rod Steiger qui l'incarne, apparaît dans une scène le visage mal rasé, ce qui est impensable : l'empereur prenait le soin d'être toujours glabre[réf. nécessaire].
- Sergueï Bondartchouk, soviétique, ne peut s'empêcher de prêter cette phrase à Napoléon quand ce dernier apprend l'arrivée des troupes de Blücher : « Que n'ai-je brûlé Berlin !? ». L'incendie de Moscou est certes présent dans la mémoire russe, d'ailleurs provoqué par les Russes eux-mêmes[réf. nécessaire] mais rien dans les textes n'indique que Napoléon Bonaparte ait prononcé cette phrase[réf. nécessaire].
- On peut déplorer tout autant le bruit de bottes persistant qui accompagne les déplacements de l'Armée impériale, alors que l'infanterie napoléonienne était chaussée d’espadrilles, de sabots ou de souliers[réf. nécessaire].
- Wellington, les généraux et la noblesse anglaise dansent la valse à Bruxelles avant la bataille. Peu probable en 1815. La valse, déjà bien implantée dans les Empires centraux, n'a été adoptée par l'aristocratie anglaise qu'après 1820.